# De gradibus (Al-Kindi)
Pour l’article homonyme, voir De gradibus.
De gradibus est un ouvrage en arabe du médecin arabe Al-Kindi. De gradibus (« Au sujet de degrés ») est le titre de la traduction latine du traité, aussi appelé Quia Primos, qui est une des bases de la théorie des degrés de qualité de la médecine médiévale.
Dans De gradibus, Al-Kindi tente d'appliquer les mathématiques à la pharmacologie en quantifiant la force des médicaments. Selon Plinio Prioreschi, cela constitue la première tentative de quantification sérieuse en médecine. Il a aussi développé un système fondé sur les phases de la Lune, qui devait permettre au médecin de déterminer à l'avance les jours les plus critiques de la maladie du patient. Au cours du mouvement de traductions latines du XIIe siècle, De gradibus a été traduit en latin par Gérard de Crémone. Le raisonnement mathématique d'Al-Kindi était complexe et difficile à suivre ; Roger Bacon a considéré que cette méthode de calcul de la force d'un médicament était très difficile à utiliser.